# 3D Systems
3D Systems, è un'azienda statunitense con sede a Rock Hill, Carolina del Sud specializzata nella produzione di stampanti 3D, materiali stampabili, servizi professionali di parti personalizzabili e software di grafica 3D. Il fondatore Chuck Hull fu l'inventore della stereolitografia nel 1986.
3D Systems usa processi proprietari per fabbricare oggetti fisici usando come ingresso i progetti CAD e software di produzione o scansioni 3D e strumenti per la modellazione (sculpting).
Le tecnologie ed i servizi di 3D Systems sono usati nella progettazione, nello sviluppo e nella produzione di molti settori industriali: aerospaziale, automobilistico, architettura, cura sanitaria, dentale, intrattenimento e beni di consumo.